# Paul-Constant-Amédée Gastey
Paul-Constant-Amédée Gastey, francoski general, * 1881, † 1957.